# Provinz Chieti
Die Provinz Chieti (italienisch Provincia di Chieti) ist eine italienische Provinz der Region Abruzzen. Sie grenzt im Nordwesten an die Provinz Pescara, im Südwesten an die Provinz L’Aquila und im Süden an die Region Molise. Im Nordosten grenzt die Adria an. Die Hauptstadt der Provinz ist das gleichnamige Chieti.
In der Provinz leben 371.219 Einwohner (Stand 31. Dezember 2023) in 104 Gemeinden auf einer Fläche von 2.588,35 km².
Die Provinz wird landwirtschaftlich genutzt, mit großer Getreideproduktion, ist außerdem reich an Weinstöcken, Olivenbäumen (besonders in dem parallel zur Küste verlaufenden Hügelstreifen zwischen Chieti und Vasto), und Obstbäumen. Entlang der Küste hat sie mehrere Fischereihäfen (Francavilla al Mare, Ortona, Vasto), die die typischen Produkte des Adriatischen Meeres liefern.
In Atessa befindet sich mit dem Werk der Sevel Sud eine der größten europäischen Manufakturen für leichte Nutzfahrzeuge.

## Größte Gemeinden
(Einwohnerzahlen Stand 31. Dezember 2023)
| Gemeinde             | Einwohner |
| -------------------- | --------- |
| Chieti               | 48.532    |
| Vasto                | 40.874    |
| Lanciano             | 33.915    |
| Francavilla al Mare  | 25.543    |
| Ortona               | 22.099    |
| San Salvo            | 19.776    |
| San Giovanni Teatino | 14.451    |
| Atessa               | 10.319    |
| Guardiagrele         | 08.273    |
| Fossacesia           | 06.227    |
| Casalbordino         | 05.715    |
| Casoli               | 05.119    |
| San Vito Chietino    | 05.185    |
| Bucchianico          | 04.923    |

Chieti, Palazzo del Governo, Regierungssitz der Provinz Chieti

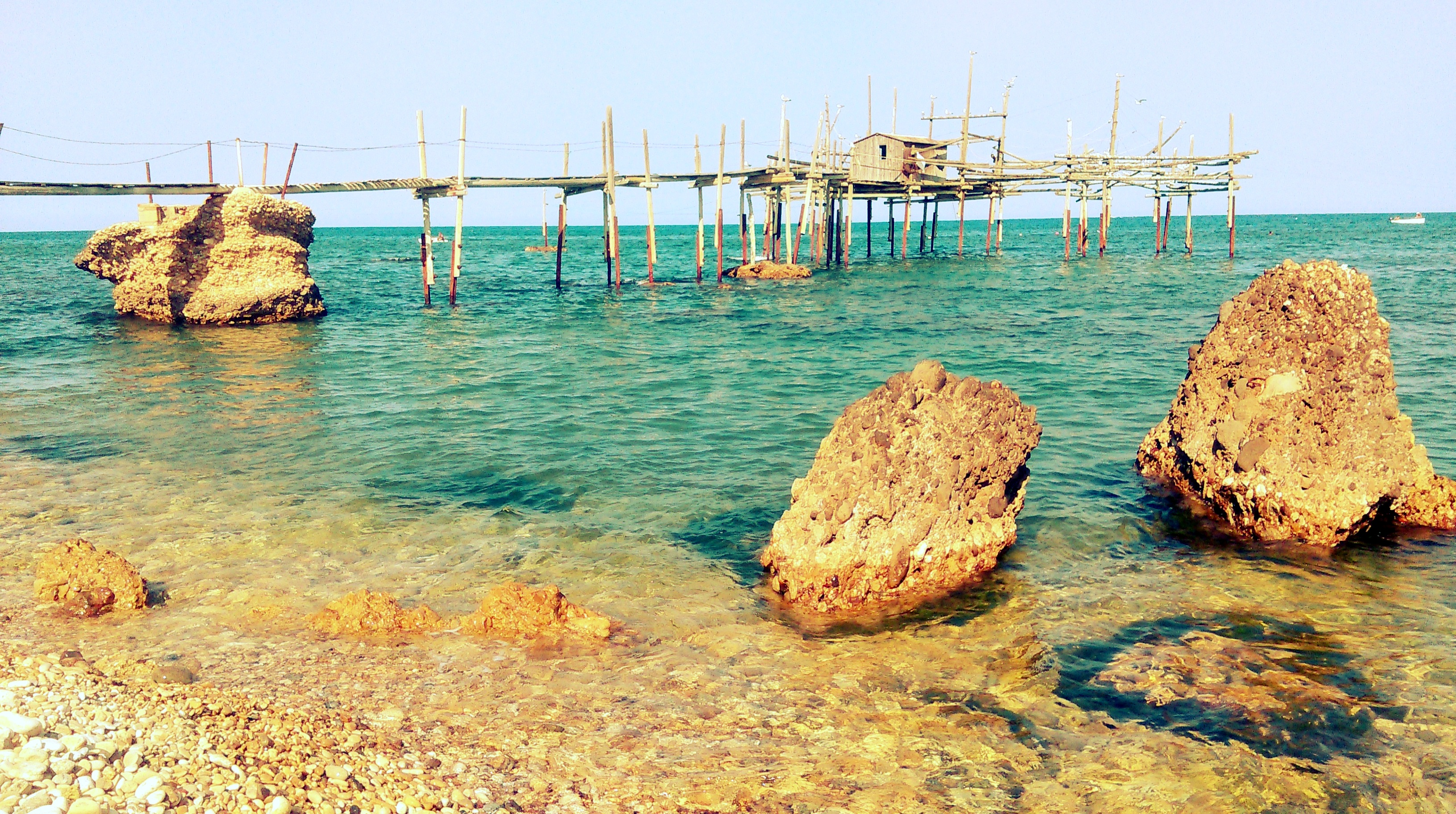
An der Adriaküste existieren noch traditionelle, hölzerne Trabocchi, die dem Fischfang dienen.

Die Liste der Gemeinden in den Abruzzen beinhaltet alle Gemeinden der Provinz mit Einwohnerzahlen.